# 4019 Клаветер
4019 Клаветер (4019 Klavetter) — астероїд головного поясу, відкритий 1 березня 1981 року.
Тіссеранів параметр щодо Юпітера — 3,554.